# Villa Puni
Villa Puni ist eine Ortschaft im Departamento La Paz im südamerikanischen Anden-Staat Bolivien.

## Lage im Nahraum
Villa Puni ist zentraler Ort des Kanton Villa Puni in dem 2009 neu gebildeten Municipio Escoma, vorher zum Municipio Puerto Acosta gehörig, in der Provinz Eliodoro Camacho. Die Ortschaft liegt auf einer Höhe von 3837 m an der Bucht von Escoma am östlichen Ufer des Titicacasees westlich der Mündung des Río Suches.

## Geographie
Villa Puni liegt auf dem bolivianischen Altiplano zwischen dem Titicacasee im Westen und der Cordillera Muñecas im Osten. Das Klima der Region ist ein typisches Tageszeitenklima, bei dem die mittleren Temperaturschwankungen zwischen Tag und Nacht deutlicher ausfallen als zwischen den Jahreszeiten.
Die mittlere Durchschnittstemperatur der Region liegt bei 8 bis 9 °C. Die Monatsdurchschnittswerte schwanken zwischen Juni/Juli (5–6 °C) und November/Dezember (10 °C) nur unwesentlich. Der mittlere Jahresniederschlag beträgt etwa 800 mm (siehe Klimadiagramm Escoma), die Monatswerte liegen in der ariden Zeit zwischen unter 20 mm von Juni bis August und einer Feuchtezeit von Dezember bis März mit Werten zwischen 120 und 165 mm.

## Verkehrsnetz
Villa Puni liegt in einer Entfernung von 172 Straßenkilometern nordwestlich von La Paz, der Hauptstadt des gleichnamigen Departamentos.
Von La Paz führt die asphaltierte Nationalstraße Ruta 2 in nördlicher Richtung 70 Kilometer bis Huarina, von dort weitere 97 Kilometer die Ruta 16 über Achacachi, Ancoraimes und Puerto Carabuco nach Escoma und weiter nach Norden Richtung Charazani. Nach Nordwesten erreicht eine Nebenstrecke nach fünf Kilometern Villa Puni und führt dann weiter zur Landstadt Puerto Acosta nahe der peruanischen Grenze.

## Bevölkerung
Die Einwohnerzahl der Ortschaft ist in den vergangenen beiden Jahrzehnten geringfügig angewachsen:
| Jahr | Einwohner | Quelle       |
| ---- | --------- | ------------ |
| 1992 | 395       | Volkszählung |
| 2001 | 329       | Volkszählung |
| 2012 | 413       | Volkszählung |
| 2024 |           | Volkszählung |

Die Region weist einen hohen Anteil an Aymara-Bevölkerung auf, im Municipio Puerto Acosta in den Grenzen von 2001 haben 97,3 Prozent der Bevölkerung Aymara gesprochen.